# Tietmaro I de Meissen
Tietmaro (II) (h. 925 - 3 de agosto de 979) fue margrave de Meissen desde alrededor de 976 hasta su muerte.

## Biografía
Tietmaro era el mayor de tres hermanos, todos hijos del margrave Cristián, conde en la Marca Sajona Oriental, y su esposa Hida, hermana del margrave Gerón el Grande. Sus hermanos eran el arzobispo Gerón de Colonia y margrave Odón I de la Marca Sajona Oriental. Tietmaro fortaleció los lazos con la poderosa dinastía Billung casándose con Suanehilda (m. 1014), hija del margrave Herman Billung, actuando como duque de Sajonia desde 961. La pareja tuvo un hijo: Gerón II, quien en 993 sucedería al hermano de Tietmaro Odón como margrave de la Marca Sajona Oriental.
En 951, fue documentado por vez primera cuando sucedió a su padre como margrave en el Gau Serimunt. Entre 951 y 978, fue también conde del Schwabengau sajón. Después de la muerte de su tío Gerón el Grande en 965, Tietmaro heredó amplias partes de la vasta Marca Geronis y a la muerte del margrave Wigberto (antes de 976) recibió el margraviato de Meissen a manos del emperador Otón II.
El 29 de agosto de 970, el margrave Tietmaro y su hermano Gerón de Colonia fundaron la abadía de Thankmarsfelde, que entre 971 y 975 se convirtió en un monasterio real. Se trasladó a Niemburgo en la confluencia de los ríos Saale y Bode en 975. En los años que siguieron, Tietmaro y Gerón hicieron más donaciones de tierra al monasterio, donde también fue enterrado Tietmaro.
A Tietmaro le sucedió en el Schwabengau el conde Rikdag. Su viuda Suanhilda se casó con el sucesor de Rikdag, el margrave Ecardo I de Meissen.